# مالمة (حبيش)

تعديل مصدري - تعديل

مالمة محلة تابعة لقرية الزبيدي، التابعة لعزلة المشيرق بمديرية حبيش إحدى مديريات محافظة إب في الجمهورية اليمنية، بلغ تعداد سكانها 147 حسب تعداد اليمن لعام 2004.